# Helmut Haller
Helmut Haller (Augsburg, 21 juli 1939 – aldaar, 11 oktober 2012) was een Duits voetballer.

## Interlandcarrière
Haller met West-Duitsland nam deel aan de wereldkampioenschappen voetbal in 1962, 1966 en 1970. Hij speelde van 1958 tot 1970 33 keer voor de Duitse Mannschaft en scoorde 13 goals. In 1966 speelde en scoorde hij in de verloren WK-finale tegen Engeland. Op dat toernooi scoorde hij zes keer. Op 3 juni 1970 speelde hij zijn laatste interland (in Mexico tegen Marokko).

## Verdere loopbaan
Toen hij gestopt was als voetballer werd hij trainer, vicevoorzitter van FC Augsburg, eigenaar van een kledingboetiek en stelde hij zich verkiesbaar voor de gemeenteraad in zijn geboortestad. Hij speelde nog vaak mee in vriendschappelijke voetbalwedstrijden met oud-profs, maar in 2006 werd hij getroffen door een hartaanval.
Haller was drie keer gehuwd en kreeg drie kinderen; zoon Jurgen Haller speelde nog voor FC Augsburg en Blau Weiss Berlin.
Van 2011 tot aan zijn dood in 2012 leed hij aan dementie en aan de ziekte van Parkinson. Een dag na zijn dood speelde het Duitse team een interland in Ierland met rouwbanden om uit respect voor Helmut Haller.

## Erelijst
Bologna FC 1909
- Serie A

1964
 Juventus FC
- Serie A

1972, 1973